# Standaardtype KNLS

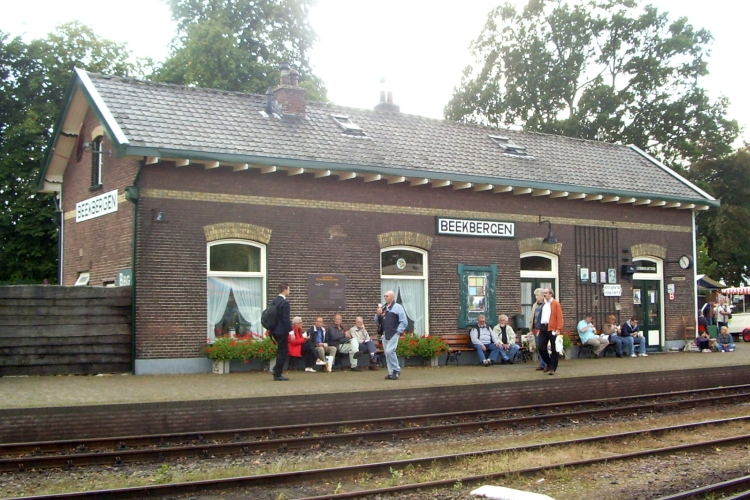
Station Beekbergen

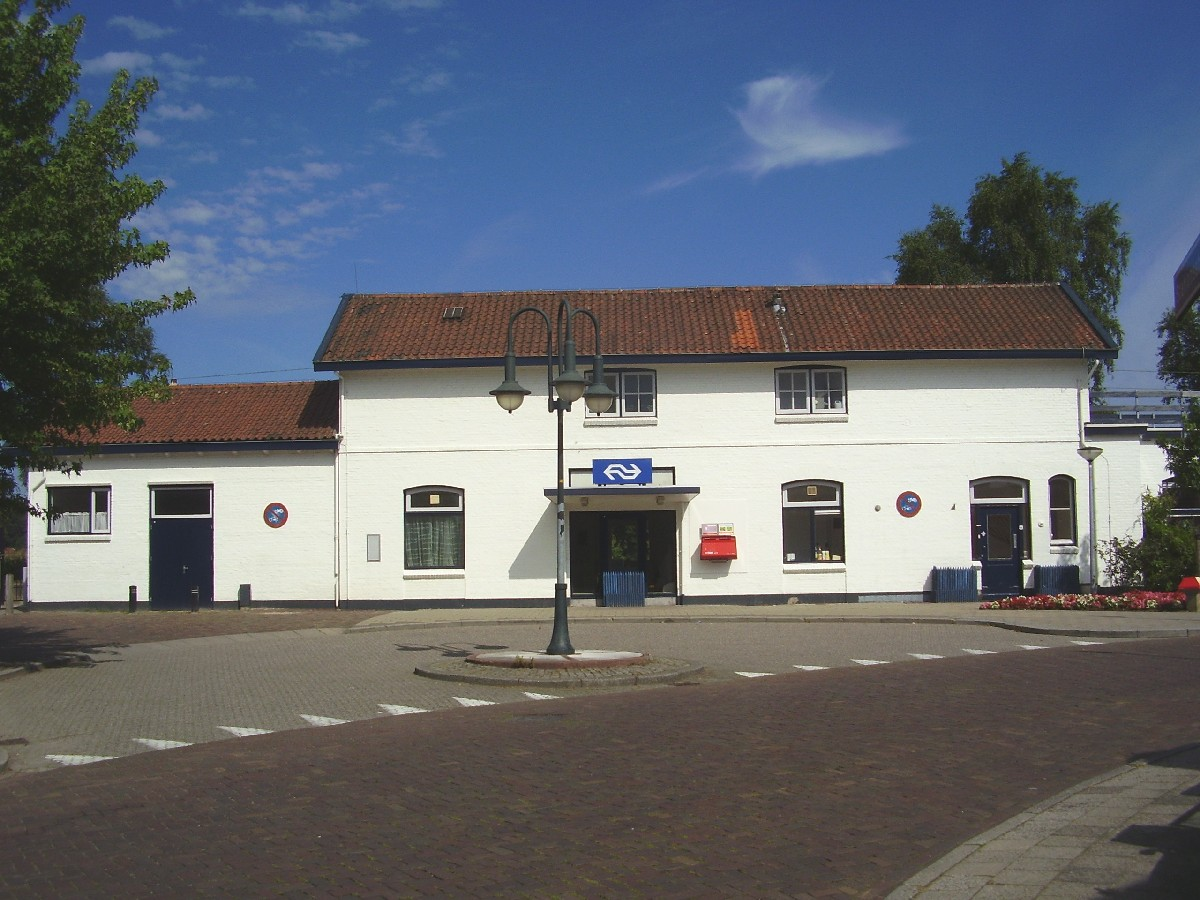
Station Holten

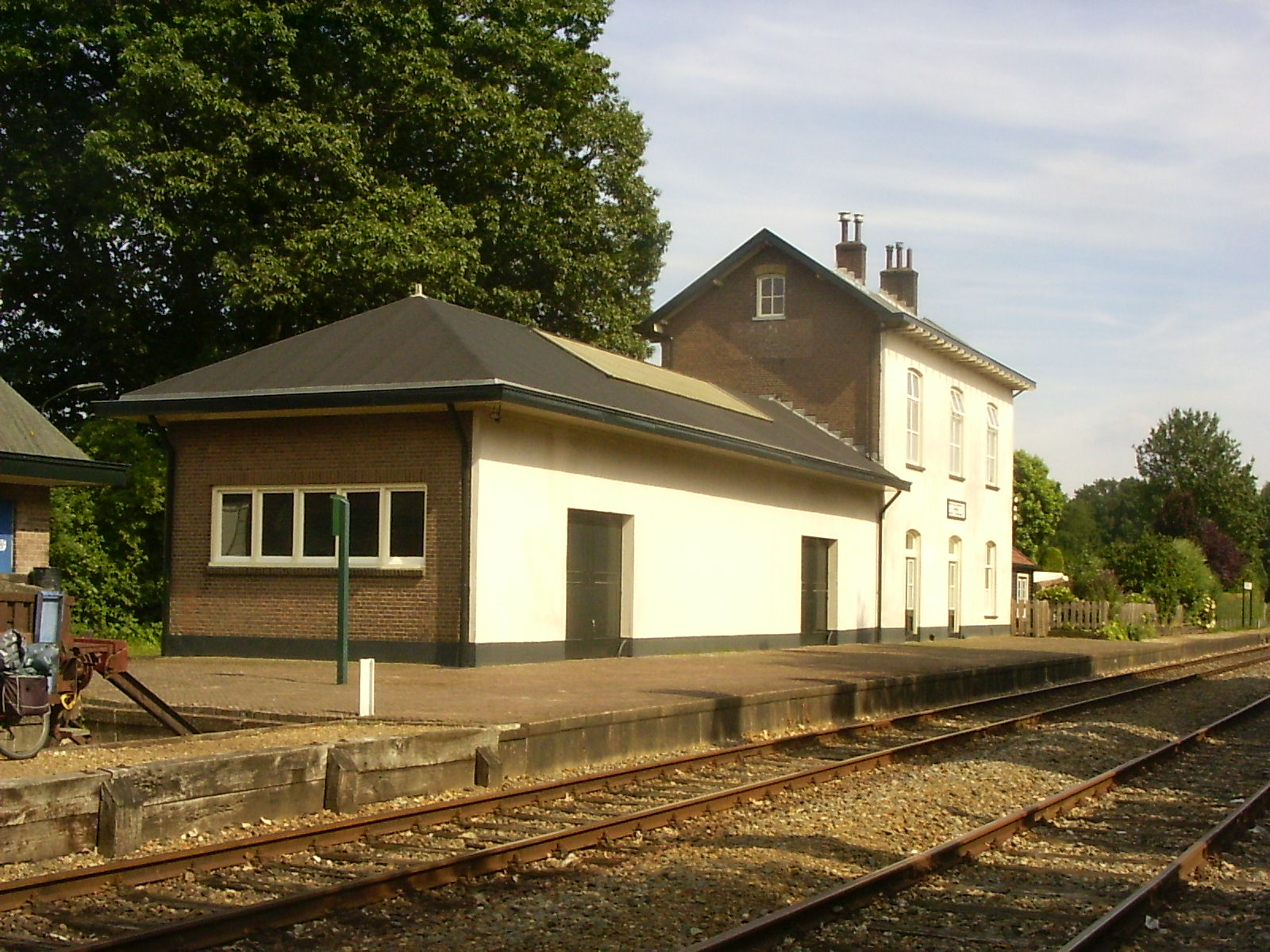
Station Eerbeek

Het Standaardtype KNLS is een stationsontwerp dat voor diverse spoorwegstations van de Koninglijke Nederlandsche Locaalspoorweg-Maatschappij werd gebruikt in de jaren 80 van de 19e eeuw. De architect was Karel Hendrik van Brederode (1827-1897).

## Klassificatie
Het stationstype is in drie soorten ingedeeld.

### KNLS 1e klasse
- Station Epe (1886), gesloopt voor 1970.
- Station Hattem (1886), gesloopt in 1914.
- Station Heerde (1886), gesloopt voor 1960.
- Station Laag-Soeren (1886), gesloopt in 1970.
- Station Rijssen (1886), nog aanwezig.
- Station Twello (1886), gesloopt in 1944.

### KNLS 2e klasse
- Station Bathmen (1886), gesloopt in 1971.
- Station Beekbergen (1886), nog aanwezig.
- Station Dieren-Doesburg (1886), gesloopt voor 1950.
- Station Holten (1886), nog aanwezig.
- Station Vaassen (1886), nog aanwezig.

### KNLS 3e klasse
- Station Colmschate (1886), gesloopt voor 1940.
- Station Dijkerhoek (1886), gesloopt voor 1940.
- Station Eerbeek (1886), nog aanwezig.
- Station Loenen (1886), gesloopt voor 1980.
- Station Wapenveld (1886), gesloopt voor 1970.

Douma (Beilen) · 
Eijs-Wittem ·
GLS ·
GOLS ·
Harmelen ·
Hemmen ·
HESM ·
KNLS ·
Loppersum ·
NCS ·
NFLS ·
NH ·
NOLS ·
Randstadspoorhalte ·
Sneek ·
Sextant ·
Staatsspoorwegen ·
Velsen-Zeeweg ·
Vierlingsbeek ·
Visvliet ·
Voorstadshalte ·
Woldjerspoor ·
WZ ·
ZB